# 范立達
范立達（1965年5月18日—），台灣記者、作家與新聞評論員。

## 學歷
中國文化大學新聞學研究所碩士、國立台灣大學法律學系學分班、國立台灣大學政治學研究所碩士、世新大學智慧財產權法律研究所碩士。

## 經歷
學校畢業後，曾任《中華日報》與《聯合晚報》記者、召集人，後參與創立《東森新聞報》並成為首任採訪主任，之後主持News98節目《阿達新聞檔案》，再進入TVBS工作。
曾在李豔秋主持的TVBS頻道節目《顛覆新聞》與《新聞夜總會》中擔任常態來賓，亦曾在數家電視台擔任過新聞評論節目主持人，也曾在華梵大學傳播學程擔任講師。
曾任TVBS法務室資深經理，2015年3月遭TVBS資遣。2015年8月19日，參與社會福利黨創黨記者會，為社會福利黨文宣部主任兼發言人；2015年9月30日離職。2015年10月，任愛奇藝台灣經銷商歐銻銻娛樂董事長；2018年，兼任奇游科技負責人。
2021年9月3日起，主持中廣新聞網每周五節目《1700中廣論壇》至今。2021年10月6日起，在本日開播、賴麗櫻主持的中天新聞台YouTube直播節目《民間特偵組》中擔任常態來賓。
范立達曾擔任愛奇藝台灣代理商歐銻銻娛樂的高層，涉嫌協助愛奇藝在台進行業務。范立達一審被判無罪，二審被判5月徒刑，可易科罰金。

## 著作
- 《情治檔案：一個老調查員的自述》／商周出版（1995.3，法務部調查局退休副局長高明輝口述）ISBN 9579002991
- 《達達的馬蹄：教我說些什麼呢？》／知本家文化（2003.1）ISBN 9789868039681
- 《阿達新聞檔案之社會萬象》／印刻出版（2004.7）ISBN 9867810937
- 《阿達新聞檔案之調查局內幕》／印刻出版（2004.7）ISBN 9867420012
- 《阿達新聞檔案之兩岸故事》／印刻出版（2004.7）ISBN 9867420004
- 《阿達新聞檔案之調查局探案》／印刻出版（2004.7）ISBN 9867810953
- 《現聲說法：一位資深法官的回憶錄》／博雅書屋（2013.3，臺灣高等法院資深庭長李相助口述）ISBN 9789866098772